# William Bingham
Pour les articles homonymes, voir Bingham.
William Bingham, né le 8 avril 1752 à  Philadelphie et mort le 6 février 1804 à Bath, est un financier et homme d'État américain.

## Biographie
Diplômé du Collège de Philadelphie en 1768, William Bingham effectue son premier voyage en Europe en 1773, et lors de son retour en Amérique, il se joint à la Philadelphia Society (en).
Le 3 juillet 1776, il quitte l'Amérique à bord de la frégate Reprisal. Pendant ce voyage, il a capturé plusieurs navires britanniques, se fit des amis parmi les marchands français de la Martinique, et revint en 1777 en Amérique avec plusieurs chargements complets de munitions, de fusils et d'autres biens essentiels nécessaires pour les combats de la guerre. Il fut envoyé par le Congrès des États-Unis en France pour plusieurs missions diplomatiques, où il fit la rencontre de l'informateur américain Silas Deane.
Bingham a escorté le président élu George Washington à travers la Pennsylvanie avec sa troupe lors du voyage d'avril 1789 de Valley Forge à New York pour assumer la présidence.
Pendant le gouvernement provisoire des États-Unis à Philadelphie, il a écrit les statuts de la Banque de l'Amérique du Nord. Il a vu la dette nationale comme bénéfique en ce qu'elle suscité un vif intérêt dans les affaires du gouvernement. Au cours de la première présidence, le secrétaire du Trésor Alexander Hamilton a choisi Bingham comme mentor sur les questions de la gestion des taxes, de droits de douane, ainsi que dans la construction d'une banque nationale.
En Amérique, il a représenté la Pennsylvanie en tant que délégué au Congrès continental de 1786 à 1788. En 1790 et 1791, il a été élu à la Chambre des représentants de Pennsylvanie, et en devint le premier président en 1791. Il a supervisé le développement de la terre pendant une période envol d'Amérique en tant que membre de la Society of Roads and Inland Navigation, où il a travaillé en étroite collaboration avec Albert Gallatin. Plus tard, il a siégé au Sénat de l'État de Pennsylvanie de 1793 à 1794 . Il a fait construire des routes et un pont de Philadelphie à Lancaster, appelé Lancaster Pike (en).
En 1795, il est élu au Sénat des États-Unis où il a servi en tant que fédéraliste. Il était un partisan actif de John Adams et quand Adams a été élu président des États-Unis, Bingham est devenu Président pro tempore du Sénat des États-Unis du 4e congrès des États-Unis.
En 1813, près de dix ans après sa mort, John Quincy Adams a déclaré que la présidence, la capitale et le pays avait été gouverné par Bingham et ses relations familiales.
À la fin de la Révolution américaine, Bingham était considéré comme l'un des hommes les plus riches en Pennsylvanie, après avoir fait fortune grâce à ses intérêts corsaires et commerciaux. Il est devenu un important promoteur immobilier, l'achat de terres dans l'État de New York et 2 000 000 acres (8 094 km2) dans le Maine, plus tard connu sous le nom de Bingham Purchase (en). Avec son gendre Baring, il a aidé à négocier l'achat de la Louisiane.
Bingham était administrateur de plusieurs autres entreprises. Il a maintenu des entreprises d'expédition après la guerre révolutionnaire, à travers sa maison de commerce appelé Bingham, Inglis et Gilmore. Il fut un membre éminent de la Pennsylvania Society for the Encouragement of Manufactures and Useful Arts, en faisant don d'une propriété de Philadelphie pour être transformé en une usine de textile.

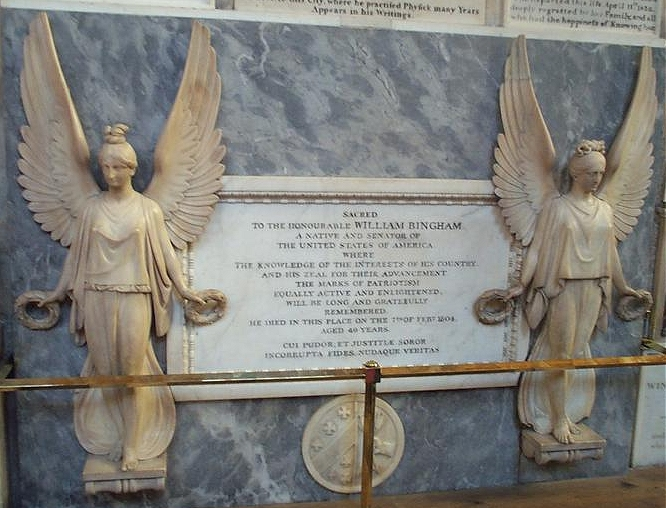
Mémorial de William Bingham dans l'abbaye de Bath.

William Bingham fut enterré à l'Abbaye de Bath.
Il avait épousé Anne Willing, fille de Thomas Willing. Leurs deux filles épousèrent respectivement Alexander Baring et Henry Baring ; quant à leurs fils, il épousa Marie-Charlotte Chartier de Lotbiniere (1805-1866), seigneuresse de Rigaud et fille de Michel-Eustache-Gaspard-Alain Chartier de Lotbinière.

## Sources
- (en) Cet article est partiellement ou en totalité issu de l’article de Wikipédia en anglais intitulé « William Bingham » (voir la liste des auteurs).